# Otero de Bodas
Otero de Bodas és un municipi de la província de Zamora, a la comunitat autònoma de Castella i Lleó.
Otero de Bodas és un poble al bell mig de la Sierra de la Culebra.

## Demografia
| 1996 | 2001 | 2004 |
| ---- | ---- | ---- |
| 291  | 250  | 224  |